# تاريخ علم القراءات في مكة
علم القراءات في مكة هي إحدى المدارس التي برزت في ظل اهتمام المسلمين البالغ بكلام رب العالمين، وامتازت بأنها كانت في مهبط الوحي ومنبع الرسالة، وظهرت مع ظهور الإسلام وبدايته، وأن معلهما الأول هو معلم البشرية محمد صلى الله عليه وسلم، فكان عليه الصلاة والسلام يقرئ أصحابه القرآن مشافهة، ويقوم بتلقينهم إياه، وذلك لأن القرآن إنما حمل في صدور الرجال لا في الصحائف والأوراق، وقد قرأ النبي صلى الله عليه وسلم بسائر القراءات المتواترة وأقرأ عليها، أصولا وفرشا.
وكان من أبرز أعلامها: ابن عباس ومجاهد بن حبر وابن كثير.

## تعريف القراءات
القراءات لغة: جمع قراءة، وهي مصدر الفعل قرأ، وقرأت الشيء أي جمعته وضممت بعضه إلى بعض، قال ابن الأثير: كل شيء جمعته فقد قرأته، وسمي القرآن قرآنا لأنه جمع القصص والأمر والنهي والوعد والوعيد والآيات والسور بعضها إلى بعض. وقال الرازي: «قرأ الكتاب قراءة وقرآنا بالضم، وقرأ الشيء قرآنا بالضم أيضا جمعه وضمه».
والقراءات في اصطلاح القراء:
- عرفها أبو حيان الأندلسي بأنها: علم يبحث فيه عن كيفية النطق بألفاظ القرآن.
- عرفها ابن الجزري بأنها: علم بكيفية أداء كلمات القرآن واختلافها بعزو الناقلة.[4][5][6][7]

## نشأة مدرسة القراءات بمكة
لا يخفى على المسلمين أن مكة هي مهبط الوحي، ومنبع الرسالة، وفيها بدأت الدعوة الإسلامية، ومنها انتشر نور الإسلام في كل أصقاع الدنيا، لذا تميزت مدرسة مكة بأنها ظهرت مع ظهور الإسلام وبدايته، فقد كان معلمها الأول هو معلم البشرية محمد صلى الله عليه وسلم، فكان عليه الصلاة والسلام يقرئ أصحابه القرآن مشافهة، ويقوم بتلقينهم إياه، وذلك لأن القرآن إنما حمل في صدور الرجال في بادئ الأمر، لا في الصحائف والأوراق، وقد قرأ النبي صلى الله عليه وسلم بسائر القراءات المتواترة وأقرأ عليها، وهنا يلزم التسليم أن النبي صلى الله عليه وسلم قرأ بتحقيق الهمزات، وقرأ بتسهيلها، وقرأ بتغييرها، وقرأ بإسقاطها، وقرأ بفتح الألف، والتقليل فيها، واجتماعها، والإمالة فيها، وقرأ بالإدغام الصغير، والإدغام الكبير، وقرأ بالفصل بين الحروف المدغمة، وقرأ كذلك بسائر الفرشيات التي تنسب إلى الأئمة العشرة؛ إذ ثبت بأسانيدهم المتواترة أنهم تلقوا ذلك كله عن النبي صلى الله عليه وسلم.

## تطور مدرسة القراءات في مكة على أيدي الصحابة
لم يكن للصحابة اشتغال بشيء أولى من اشتغالهم بالقرآن الكريم، ولذلك كثر فيهم القراء والحفاظ، ولكن لم يكن أولئك القراء بالضرورة على وفق المناهج التي اختارها القراء فيما بعد من التخصص، والجمع بين الوجوه، واستقرائها، وإنما كان محض عبادة يؤدونها على حسب ما سمعوه من النبي صلى الله عليه وسلم، وكان على علماء التابعين أن يتعقبوا هؤلاء الأئمة القراء ليتخيروا قراءاتهم وفق اختياراتهم ومناهجهم.
فمن أبرز من اشتهر بالإقراء في مكة من الصحابة:
- الأول: معاذ بن جبل: وهو الذي خلفه النبي صلى الله عليه وسلم في مكة بعد فتحها؛ ليقرئ أهلها القرآن ويُفَقِّههم في الدين.
- الثاني: عبد الله بن عباس: ويعتبر أستاذها الأكبر، وكان من شيوخه: أبي بن كعب، وعلي بن أبي طالب، وزيد بن حارثة.[8][9][10]

## أبرز أعلام مدرسة مكة بعد الصحابة
- الأول: مجاهد بن جبر أبو الحجاج المكي، صاحب ابن عباس وابن عمر، إمام في النحو واللغة والفقه والتفسير.
- الثاني: محمد بن عبد الرحمن بن محيصن السهمي مولاهم المكي، مقرئ أهل مكة مع ابن كثير، لكن قراءته اعتبرت شاذة؛ لمخالفة رسم المصحف العثماني.
- الثالث: حميد بن قيس الأعرج، أبو صفوان المكي القارئ.
- الرابع: عبد الله بن كثير بن المطلب القرشي، إمام أهل مكة في القراءة، وانتهت إليه مشيخة القراء في مكة.[11][12]

## مدار قراءة المكيين
مع انتهاء عصر الصحابة وتصدر كبار التابعين للإقراء، صارت قراءة أهل مكة إلى ابن كثير، وانتهت إليه مشيخة القراء في مكة، وقدموا قراءته على قراءة ابن محيصن، قال ابن مجاهد: «ولم يجمع أهل مكة على قراءته كما أجمعوا على قراءة ابن كثير».
وفي مطلع القرن الرابع أحب ابن مجاهد أن يجمع المشهور من قراءات الحرمين، والعراقين والشام؛ فألف كتابه: «السبعة في القراءات» جمع فيه قراءات سبع من أئمة القراءات، وجعل ابن كثير أحد أولئك السبعة؛ فأصبح رأس مدرسة المكيين وأشهر قرائها.